# Сорочкино
Соро́чкино (рос. Сорочкино) — село у складі Аромашевського району Тюменської області, Росія.
Населення — 364 особи (2010, 428 у 2002).
Національний склад станом на 2002 рік:
- росіяни — 81 %